# Église Saint-Hubert de La Nouaye
L’église Saint-Hubert de La Nouaye est un édifice religieux de la commune de La Nouaye, dans le département d’Ille-et-Vilaine en région Bretagne. 

## Localisation
Elle se trouve dans l’est du département et dans le centre du bourg de La Nouaye. 

## Historique
L'église date des XVe et XVIe siècles. 
Elle est inscrite au titre des monuments historiques depuis le 3 octobre 2014,,.
L'édifice est remarquable pour son porche ouvert.
Les vestiges du socle de la croix de cimetière font l’objet d’un classement au titre des monuments historiques depuis le 1er octobre 1913.

## Architecture

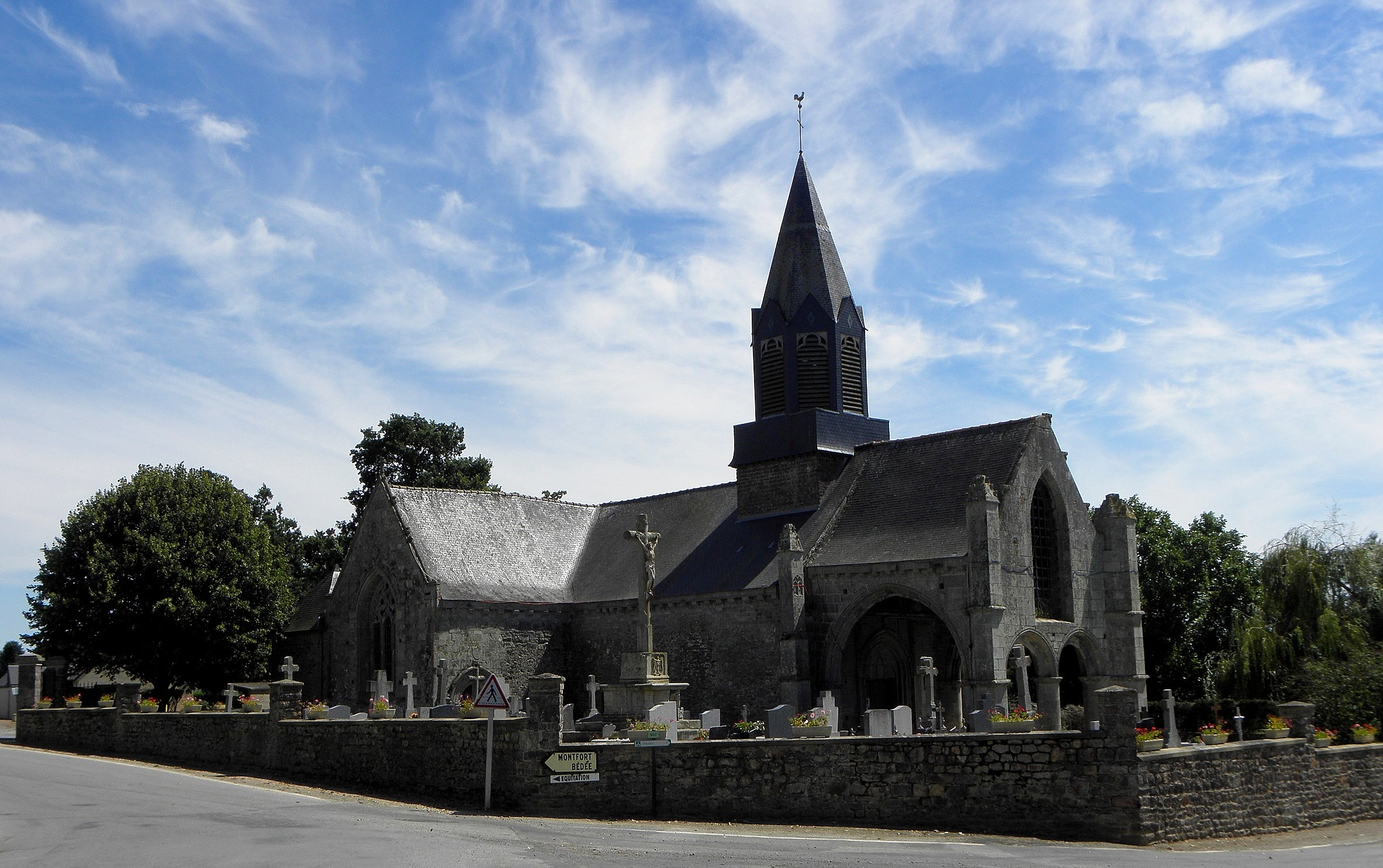
Vue septentrionale.
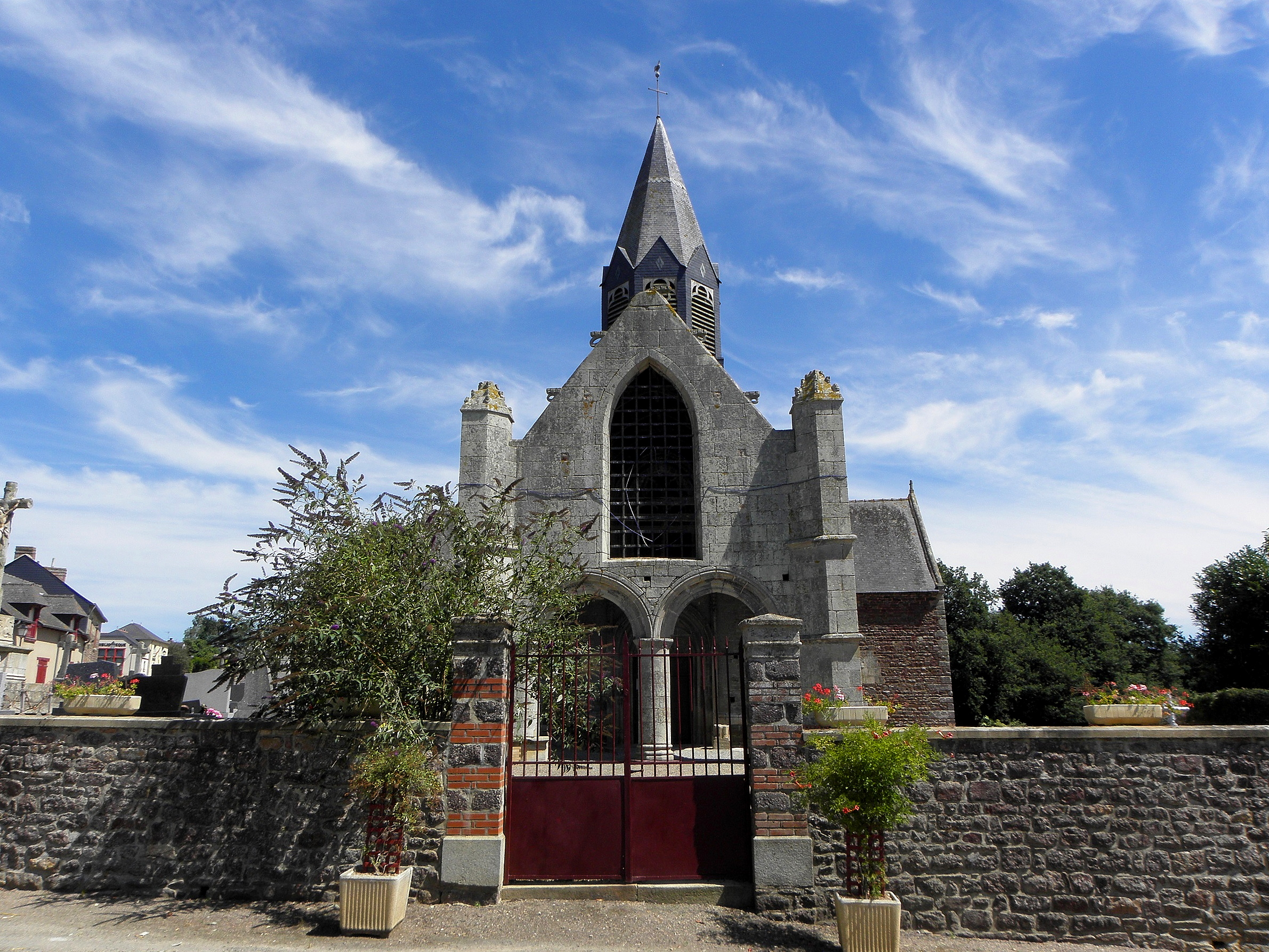
Entrée du cimetière et façade occidentale.
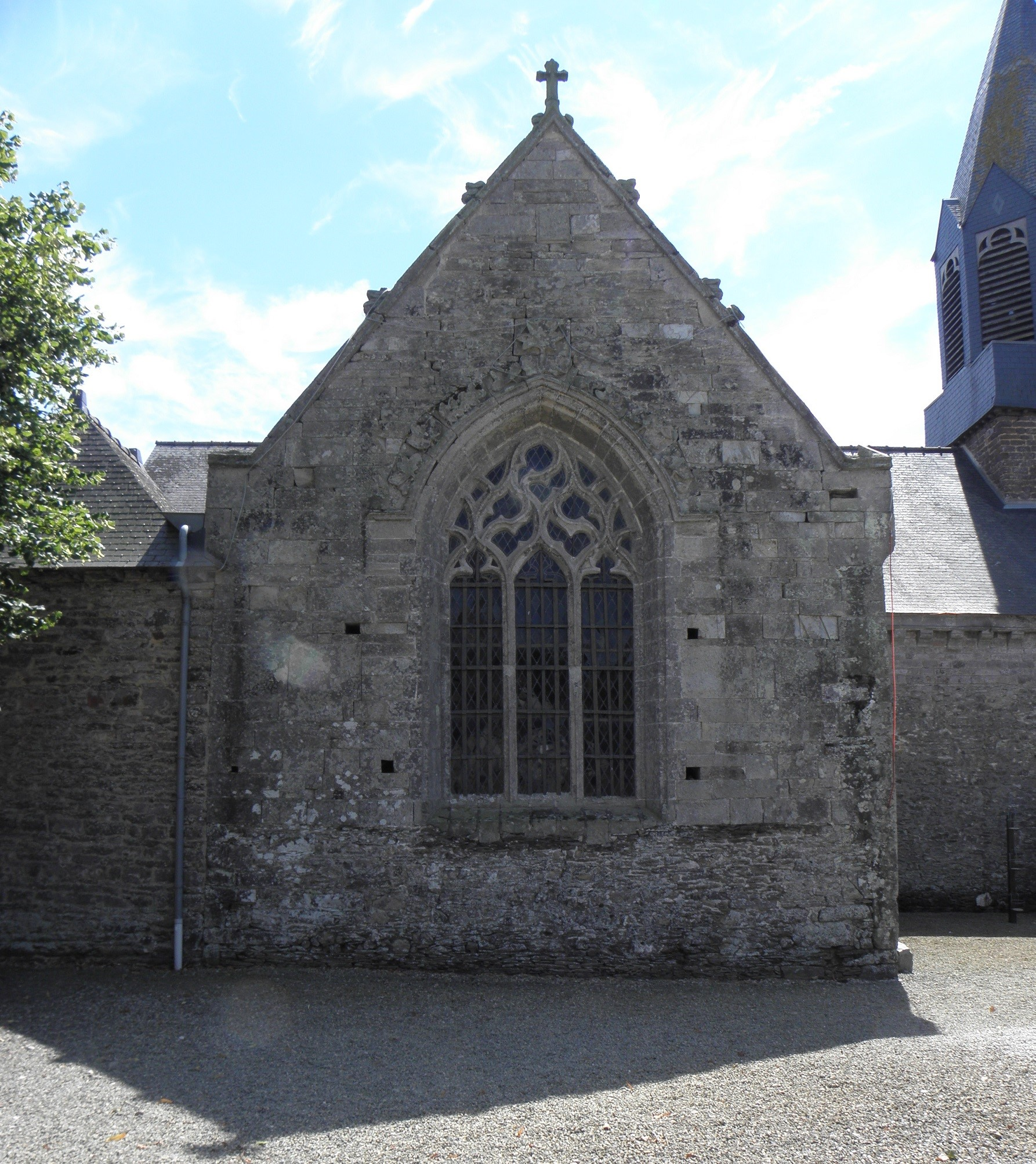
Transept nord.
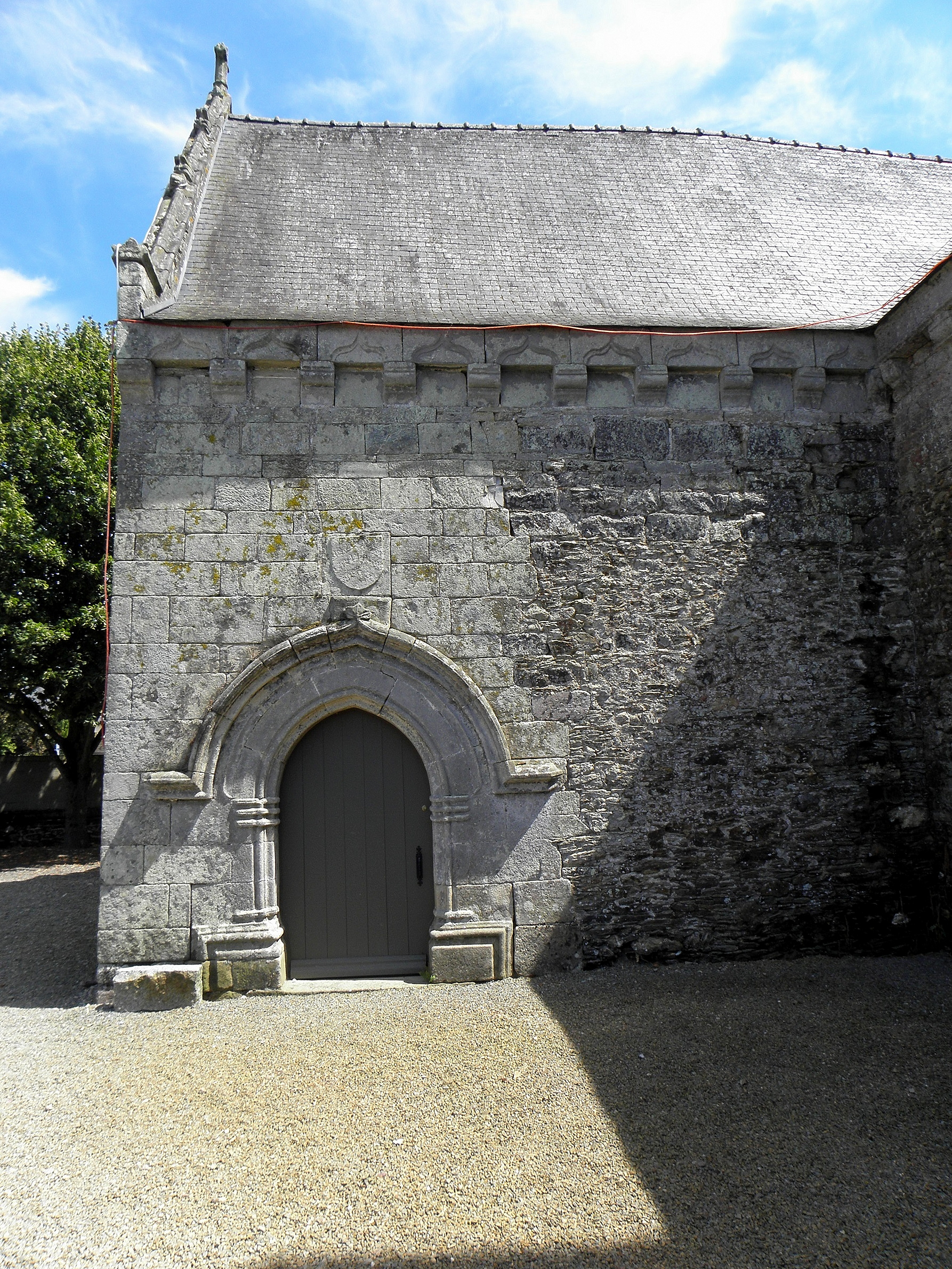
Croisillon nord.
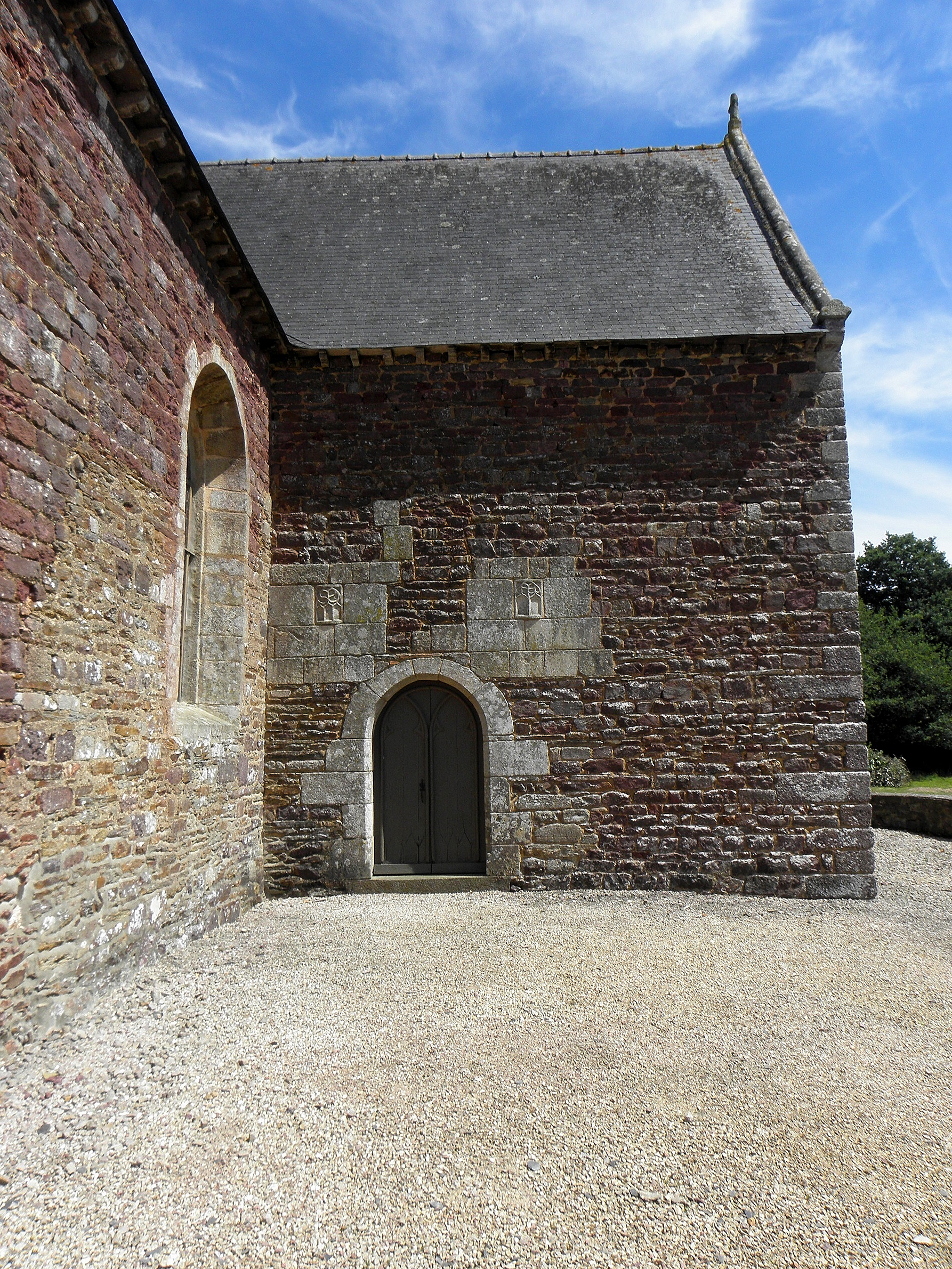
Croisillon sud.
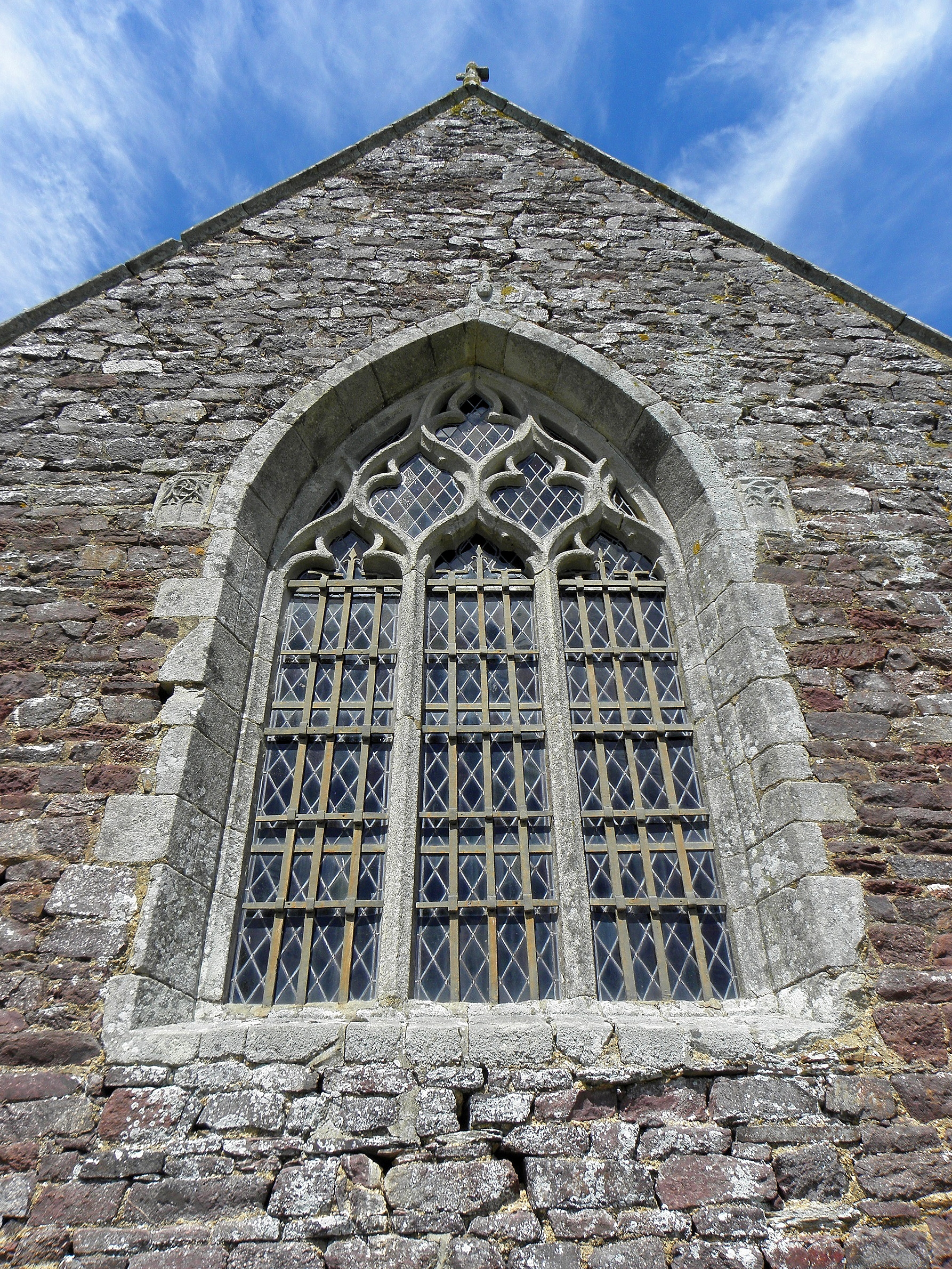
Fenêtre de la costale sud du croisillon méridional.

Porche
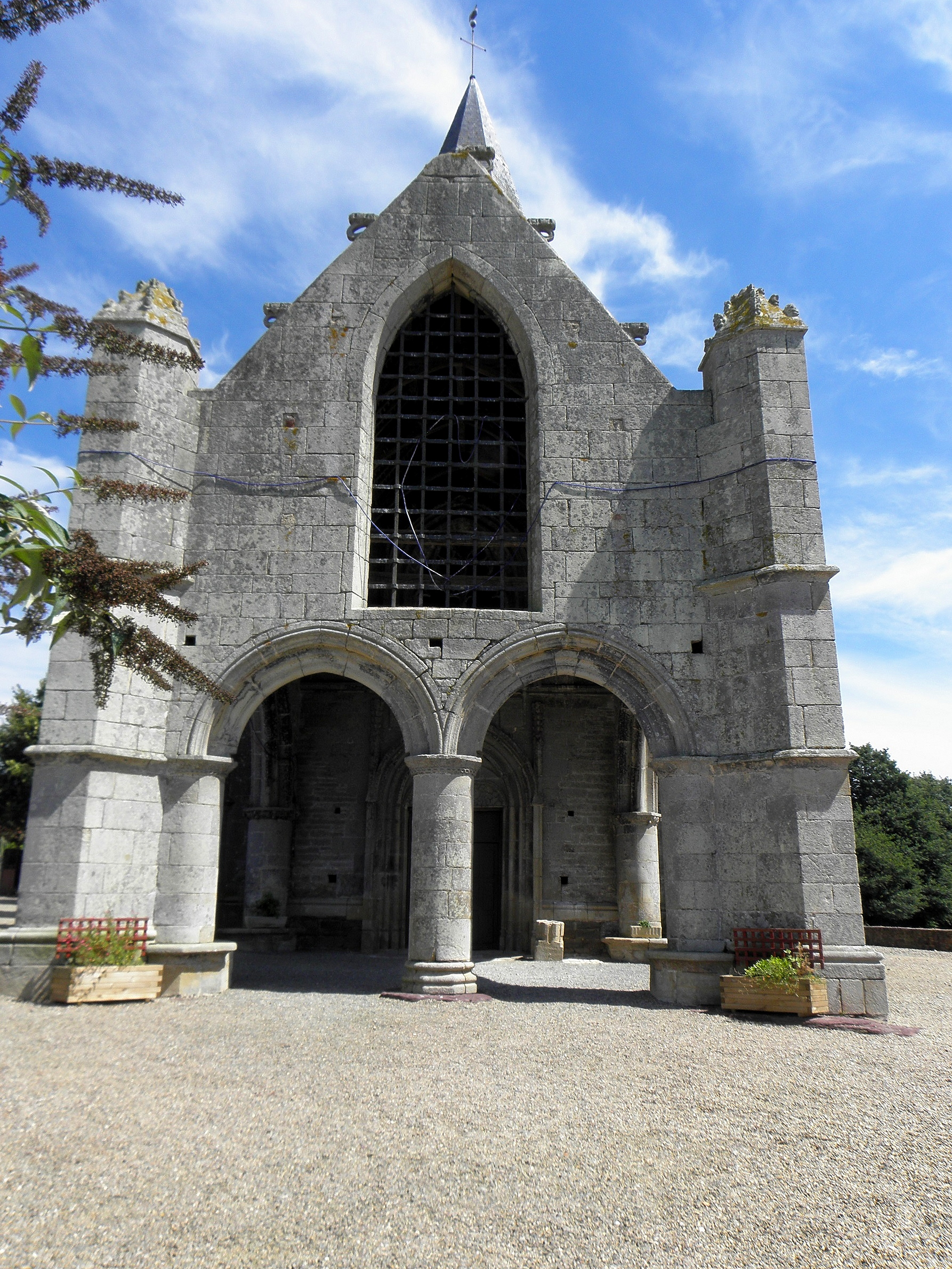
Vue occidentale du porche.
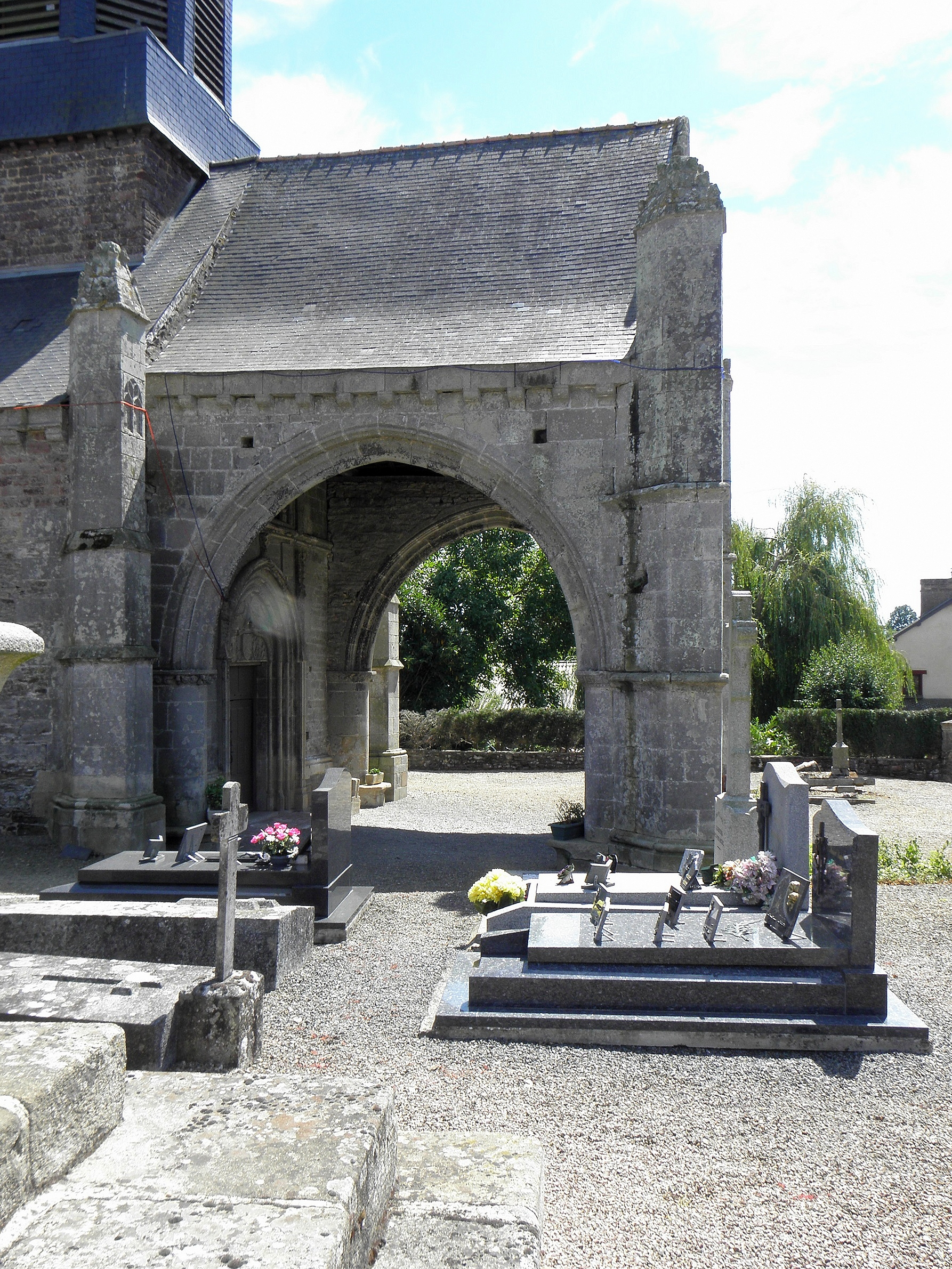
Vue septentrionale du porche.
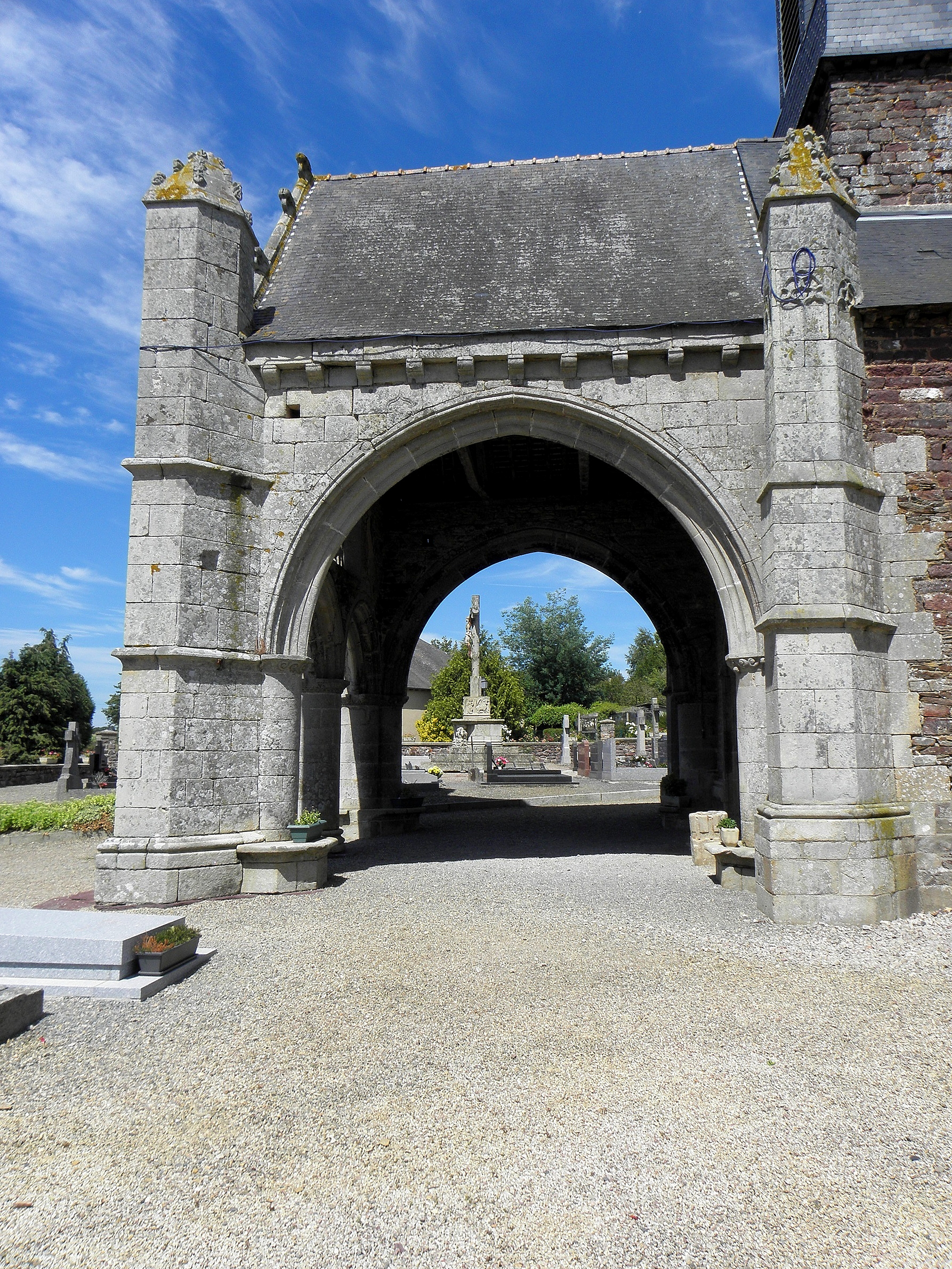
Vue méridionale du porche.
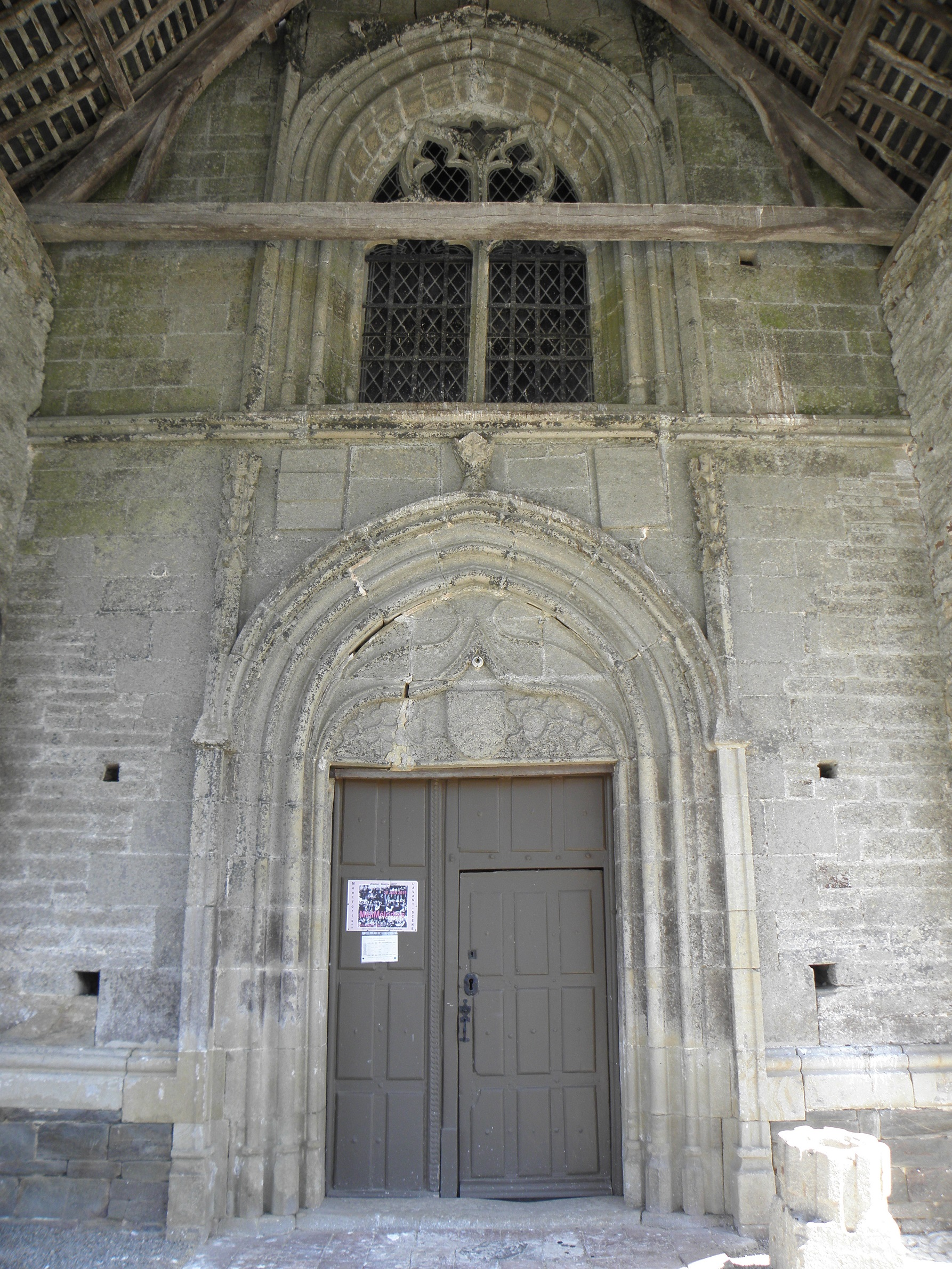
Intérieur du porche.
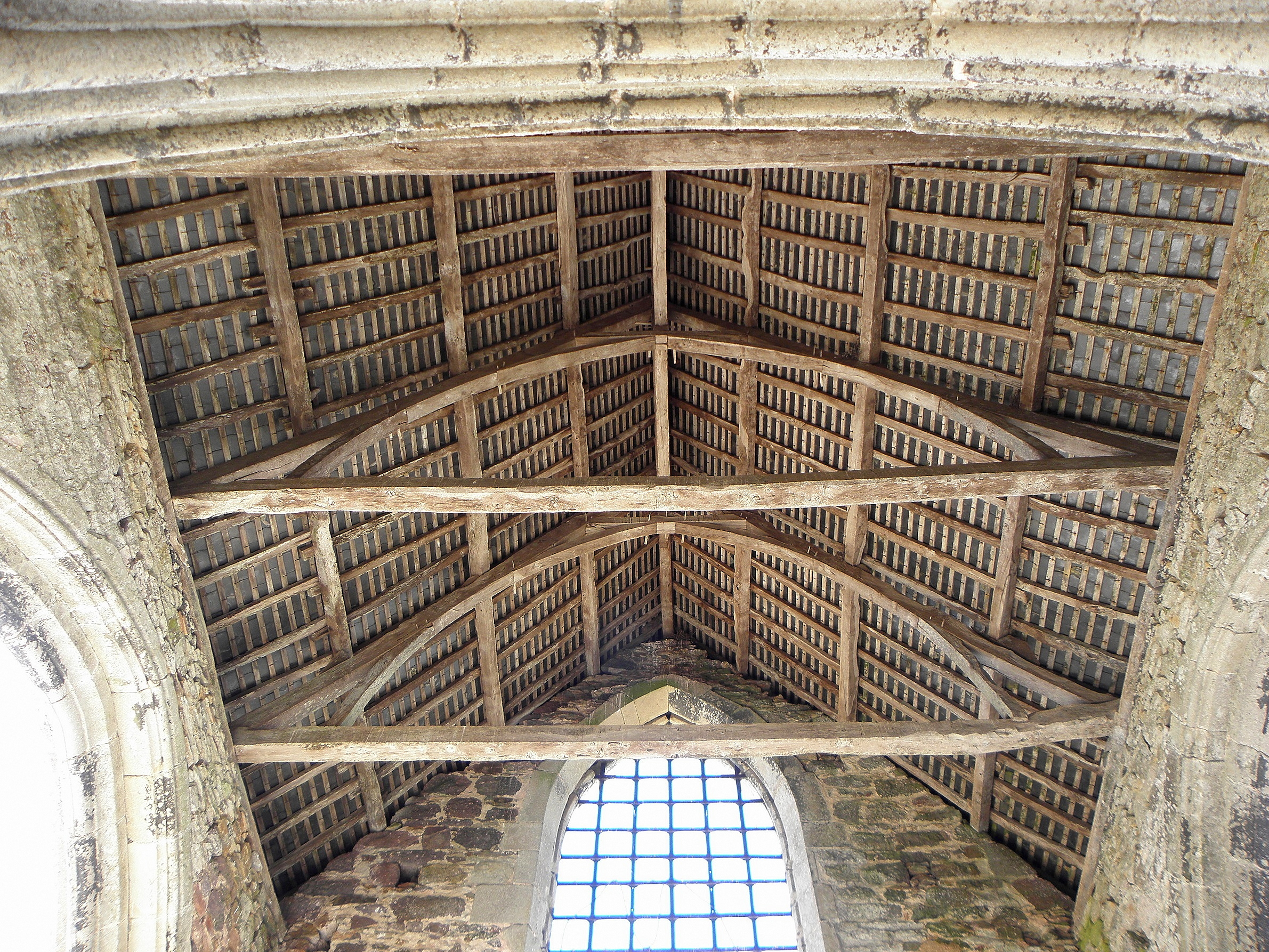
Charpente du porche.